# چشمان غمگین (ترانه بروس اسپرینگستین)
«چشمان غمگین» (به انگلیسی: Sad Eyes) تک‌آهنگی از بروس اسپرینگستین است که سال ۱۹۹۰ میلادی ضبط و در سال‌های ۱۹۹۸ و ۱۹۹۹ منتشر شد. این ترانه توسط انریکه ایگلسیاس نیز در سال ۲۰۰۰ بازخوانی شد.